# 4e division d'infanterie bavaroise
Pour les articles homonymes, voir 4e division d'infanterie.
La 4e division d'infanterie bavaroise est une unité de l'armée bavaroise rattachée à l'armée allemande qui combat durant la guerre franco allemande de 1870 et la Première Guerre mondiale. Lors du déclenchement du conflit, la 4e division d'infanterie bavaroise forme avec la 3e division d'infanterie bavaroise le IIe corps d'armée bavarois. Elle combat en Lorraine à Morhange, vers Manonviller puis vers Nancy avant d'être transférée sur la Somme. Au cours du mois de novembre, la division est convoyée sur le front d'Ypres. En 1915, elle participe aux combats de l'Artois au printemps et à l'automne.
En 1916, la 4e division d'infanterie bavaroise est engagée dans la bataille de la Somme, elle occupe ensuite un secteur du front dans les Flandres. À partir de la fin du mois de septembre, elle combat à la bataille de Passchendaele avant de tenir un secteur du front en Lorraine. En 1918, elle est de retour dans les Flandres et combat lors de la bataille de la Lys pour la prise du Mont Kemmel. Elle est ensuite transférée dans la Somme et participe aux combats défensifs de l'été et de l'automne. À la fin du conflit, la division est transférée en Allemagne et dissoute au cours de l'année 1919.

## Guerre austro-prussienne et guerre franco allemande de 1870

### Composition en 1870
- 7e brigade d'infanterie royale bavaroise

5e régiment d'infanterie bavarois
9e régiment d'infanterie bavarois
6e bataillon de jäger bavarois
10e bataillon de jäger bavarois
- 8e brigade d'infanterie royale bavaroise

4e régiment d'infanterie bavarois
8e régiment d'infanterie bavarois
5e bataillon de jäger bavarois
- 4e brigade de cavalerie royale bavaroise (de)

2e régiment de chevau-légers bavarois
5e régiment de chevau-légers bavarois

### Historique
La 4e division bavaroise participe à la guerre austro-prussienne de 1866 et combat, aux côtés de l'empire d'Autriche, le royaume de Prusse, elle est engagée à Roßdorf et à Roßbrunn. Lors de la guerre franco allemande de 1870, le royaume de Bavière est allié au royaume de Prusse et combat les troupes françaises. La division combat à Wissembourg, à Frœschwiller-Wœrth puis à Sedan. Elle participe ensuite au siège de Paris.

## Première Guerre mondiale

### Composition

#### Temps de paix, début 1914
- 7e brigade d'infanterie royale bavaroise (Wurtzbourg)

5e régiment d'infanterie royal bavarois (de) (Bamberg)
9e régiment d'infanterie royal bavarois (de) (Wurtzbourg)
2e bataillon de chasseurs à pied royal bavarois (de) (Aschaffenbourg)
- 8e brigade d'infanterie royale bavaroise (Metz)

4e régiment d'infanterie royal bavarois (de) (Metz)
8e régiment d'infanterie royal bavarois (de) (Metz)
- 4e brigade de cavalerie royale bavaroise (de) (Bamberg)

1er régiment d'uhlans royal bavarois (de) (Bamberg)
2e régiment d'uhlans royal bavarois (de) (Ansbach)
- 4e brigade d'artillerie de campagne bavaroise (Würzburg)

2e régiment d'artillerie de campagne royal bavarois (de) (Würzburg)
11e régiment d'artillerie de campagne royal bavarois (Würzburg)

#### Composition à la mobilisation - 1915
- 7e brigade d'infanterie bavaroise

5e régiment d'infanterie bavarois « grand duc Ernest Ludovic de Hesse »
9e régiment d'infanterie bavarois « Wrede »
2e bataillon de jäger bavarois
- 5e brigade d'infanterie de réserve royale bavaroise (de)

5e régiment d'infanterie de réserve bavarois
8e régiment d'infanterie de réserve bavarois
- 4e brigade d'artillerie de campagne bavaroise

2e régiment d'artillerie de campagne bavarois « Horn »
11e régiment d'artillerie de campagne bavarois
- 5e régiment de chevau-légers royal bavarois (de)
- 2e compagnie du 2e bataillon de pionniers

#### 1916
- 7e brigade d'infanterie bavaroise

5e régiment d'infanterie bavarois « grand duc Ernest Ludovic de Hesse »
5e régiment d'infanterie de réserve bavarois
9e régiment d'infanterie bavarois « Wrede »
- 3 escadrons du 5e régiment de chevau-légers bavarois « archiduc Frédéric d'Autriche »
- 4e brigade d'artillerie de campagne bavaroise

2e régiment d'artillerie de campagne bavarois « Horn »
11e régiment d'artillerie de campagne bavarois
- 2e et 5e compagnies du 2e bataillon de pionniers bavarois

#### 1917
- 7e brigade d'infanterie bavaroise

5e régiment d'infanterie bavarois « grand duc Ernest Ludovic de Hesse »
5e régiment d'infanterie de réserve bavarois
9e régiment d'infanterie bavarois « Wrede »
- 5e escadrons du 3e régiment de chevau-légers royal bavarois (de)
- 4e commandement d'artillerie divisionnaire bavaroise

2e régiment d'artillerie de campagne bavarois « Horn »
11e régiment d'artillerie de campagne bavarois
- 5e bataillon de pionniers

#### 1918
- 7e brigade d'infanterie bavaroise

5e régiment d'infanterie bavarois « grand duc Ernest Ludovic de Hesse »
5e régiment d'infanterie de réserve bavarois
9e régiment d'infanterie bavarois « Wrede »
- 5e escadron du 3e régiment de chevau-légers bavarois « duc Charles Théodore »
- 4e commandement d'artillerie divisionnaire bavaroise

2e régiment d'artillerie de campagne bavarois « Horn »
2e bataillon du 2e régiment d'artillerie à pied bavarois
- 5e bataillon de pionniers bavarois

### Historique
Au déclenchement de la Première Guerre mondiale, la 4e division d'infanterie bavaroise forme avec la 3e division d'infanterie bavaroise le IIe corps d'armée bavarois rattaché à la VIe armée allemande. La 8e brigade d'infanterie bavaroise est transférée à la 33e division de réserve, elle est remplacée par la 5e brigade d'infanterie de réserve bavaroise.

#### 1914
- 3 - 18 août : à partir du 3 août, la 7e brigade d'infanterie est débarquée entre Morhange et Remilly. La 5e brigade d'infanterie de réserve est débarquée à partir du 10 août dans la région de Saint-Avold. Les deux brigades sont concentrées à proximité de la voie ferrée reliant Metz à Strasbourg.
- 19 - 22 août : attentes des troupes françaises sur des positions préparées, engagée dans la bataille de Morhange combat à l'ouest de Morhange, puis poursuite des troupes françaises au-delà de la frontière.
- 23 août - 17 septembre : engagée dans la bataille de la trouée de Charmes, prise du fort de Manonviller le 27 août. À partir du 4 septembre, la division est engagée dans la bataille du Grand-Couronné, progression vers la Mortagne au sud de Lunéville, puis repli à partir du 11 septembre en direction de Metz.
- 18 - 23 septembre : transport par V.F. de Metz vers Péronne[2].
- 24 septembre - 23 octobre : engagée dans la Bataille d'Albert, dans la région de Fricourt, de Mametz et de Montauban-de-Picardie. Du 6 au 10 octobre, la division est engagée à l'ouest de Saint-Quentin.
- 23 octobre - 24 novembre : retrait du front, mouvement vers les Flandres. Engagée dans la bataille d'Ypres au sud de la ville dans le secteur de Wijtschate.
- 25 novembre 1914 - 8 mai 1915 : occupation d'un secteur au sud d'Ypres. En avril 1915, le 8e régiment d'infanterie de réserve est transféré à la 10e division d'infanterie royale bavaroise (de) nouvellement formée[2].

#### 1915
- 9 mai - 23 juillet : retrait du front, mouvement vers Arras, engagée dans la bataille de l'Artois.
- 24 juillet - 24 septembre : organisation et occupation d'un secteur du front en Flandres.
- 24 septembre - 13 octobre : engagée dans la seconde bataille de l'Artois dans le secteur de Loos face aux troupes britanniques.
- 14 octobre 1915 - 23 août 1916 : organisation et occupation d'un secteur dans la région de Loos et de Hulluch, guerre des mines durant cette période.

avril 1916 : attaque au gaz, durant cette attaque plus de 1 100 hommes sont intoxiquées.

#### 1916
- 24 août - 18 septembre : retrait du front, mouvement vers la Somme. Engagée dans la bataille de la Somme dans le secteur de Martinpuich et de Longueval, violents combats dans le Bois Haut[n 1].
- 19 septembre 1916 - 7 juin 1917 : retrait du front, mouvement par V.F. dans les Flandres. Organisation et occupation d'un secteur de front dans la région d'Armentières à l'est du bois de Ploegsteert.

#### 1917
- 7 juin - 16 juin : la division subit les tirs d'artillerie britannique préparant la bataille de Messines mais la zone qu'elle occupe n'est que partiellement attaquée par les troupes britanniques.
- 16 juin - 7 juillet : retrait du front, repos dans la région d'Audenarde.
- 8 juillet - 15 septembre : en ligne au sud-est d'Armentières entre la Lys et Wez-Macquart.
- 16 septembre - 27 octobre : retrait du front, mouvement par étapes au nord-est d'Ypres. Engagée à partir du 26 septembre dans la bataille de Passchendaele entre Zonnebeke et Passchendaele avec de lourdes pertes[n 2].
- 28 octobre 1917 - 15 avril 1918 : retrait du front, repos en arrière du front, puis transport par V.F. en Lorraine dans la région de Thiaucourt vers Limey et Fey-en-Haye[3]. Occupation et organisation défensive du secteur de front.

#### 1918
- 15 avril - 22 avril : relève par la 40e division d'infanterie, transport par V.F. par Audun-le-Roman, Longuyon, Sedan, Charleville, Hirson, Avesnes-sur-Helpe, Denain, Orchies pour atteindre Armentières, placée en réserve à partir du 16 avril[3].
- 23 avril - 1er mai : engagée dans la bataille de la Lys vers Dranoutre dans la prise du Mont Kemmel, les pertes occasionnées sont lourdes.
- 1er mai - 11 juin : retrait du front, repos à proximité de la frontière française.
- 11 juin - 10 juillet : en ligne, occupation d'un secteur du front dans la région de Merris.
- 10 juillet - 17 août : relevée par la 13e division de réserve[4], repos en arrière du front.
- 17 - 25 août : mouvement de la région de Lille vers la Somme. Engagée dans de violents combats à l'est de Bapaume[n 3].
- 26 août - 29 septembre : retrait du front ; repos dans la région de Tourcoing.
- 29 septembre - 4 novembre : transport en Champagne au nord de Manre. Alternance de période de repos en seconde ligne et en première ligne, repli progressif par Marvaux-Vieux le 4 octobre, par Monthois le 11 octobre. La division est localisée Falaise le 19 octobre[3].
- 4 - 11 novembre : retrait du front, la division est placée en réserve de la IIIe armée allemande. Après la signature de l'armistice, la division est rapatriée en Allemagne où elle est dissoute au cours de l'année 1919.

## Chefs de corps
| Grade           | Nom                                            | Date                               |
| --------------- | ---------------------------------------------- | ---------------------------------- |
| Generalleutnant | Maximilian von Zandt                           | 22 août 1836 - 31 mars 1848        |
| Generalleutnant | Karl Theodor von Thurn und Taxis (de)          | 1er avril - 30 novembre 1848       |
| Generalleutnant | Johann Damboer                                 | 1er décembre 1848 - novembre 1853  |
| Generalleutnant | Anton von der Mark                             | novembre 1853 - 31 juillet 1856    |
| Generalleutnant | Friedrich von Flotow                           | 1er août 1856 - 22 février 1861    |
| Generalleutnant | Jakob von Hartmann                             | 23 février 1861 - 7 janvier 1869   |
| Generalleutnant | Friedrich von Bothmer (de)                     | 8 janvier 1869 - 23 avril 1873     |
| Generalleutnant | Karl von Dietl (de)                            | 24 avril 1873 - 19 avril 1875      |
| Generalleutnant | Karl von Horn (de)                             | 25 avril 1875 - 15 juin 1881       |
| Generalleutnant | Adolf von Heinleth (de)                        | 16 juin 1881 - 13 mai 1885         |
| Generalleutnant | Karl von Freyberg-Eisenberg                    | 14 mai 1885 - 7 mars 1889          |
| Generalleutnant | Christoph von Godin (de)                       | 8 mars 1889 - 17 août 1891         |
| Generalleutnant | Heinrich von Nagel zu Aichberg                 | 18 août 1891 - 24 octobre 1897     |
| Generalleutnant | Theodor von Bomhard (de)                       | 25 octobre 1897 - 25 janvier 1901  |
| Generalleutnant | Maximilian von Gerstner (de)                   | 26 janvier 1901 - 22 octobre 1903  |
| Generalleutnant | Alfred Eckbrecht von Dürckheim-Montmartin (de) | 23 octobre 1903 - 17 novembre 1908 |
| Generalleutnant | Karl von Fasbender (de)                        | 18 novembre 1908 - 21 mars 1912    |
| Generalleutnant | Max von Montgelas                              | 22 mars 1912 - 5 novembre 1914     |
| Generalleutnant | Ernst von Schrott                              | 5 novembre 1914 - 28 octobre 1916  |
| Generalmajor    | François Marie Luitpold de Bavière             | 26 octobre 1916 - novembre 1918    |